# Egentliga rockor
Egentliga rockor eller äggrockor (Rajidae) är en familj av rockor. Den ingår i ordningen Rajiformes, klassen hajar och rockor, fylumet ryggsträngsdjur och riket djur. Enligt Catalogue of Life omfattar familjen Rajidae 272 arter.
Arterna förekommer i alla kalla och varma hav och de besöker ibland bräckt vatten. Skivan som utgör framkroppen har formen av en kvadrat eller en romb. Familjens medlemmar har många tänder. På undersidan förekommer 10 gälöppningar som är ordnade i par. Typisk är en smal svans med två små ryggfenor på toppen (inte alla arter) och med en liten stjärtfena. Några arter kan skapa svaga elstötar med hjälp av elektriska organ. På rygglinjen finns ofta en rad med små knölar. Honor lägger ägg som skyddas av ett broskigt hölje. Antagligen hade familjens förfäder ett annat fortplantningssätt med nyfödda ungar. Födan utgörs av olika smådjur och små växtdelar.
Några arter som Raja batis kan nå en längd av 2,5 meter.
I några regioner fiskas arterna. Det vetenskapliga namnet är bildat av det latinska ordet för rocka.

## Släkten av egentliga rockor, i alfabetisk ordning[2][1]
- Amblyraja
- Arhynchobatis
- Atlantoraja
- Bathyraja
- Breviraja
- Brochiraja
- Cruriraja
- Dactylobatus
- Dentiraja
- Dipturus
- Fenestraja
- Gurgesiella
- Hongeo
- Insentiraja
- Irolita
- Leucoraja
- Malacoraja
- Neoraja
- Notoraja
- Okamejei
- Pavoraja
- Psammobatis
- Pseudoraja
- Raja
- Rajella
- Rhinoraja
- Rioraja
- Rostroraja
- Sympterygia
- Zearaja